# Ihor Plastun
Ihor Volodymyrovyč Plastun (in ucraino Ігор Володимирович Пластун?; Kiev, 20 agosto 1990) è un calciatore ucraino, difensore dell'Eupen.

## Carriera

### Club
Inizia la sua carriera con l'Obolon', nel 2012 passa al Karpaty club che milita nella massima divisione (Ucraina). Nell'estate del 2016 passa ai bulgari del Ludogorets. Con la maglia del Ludogorec è riuscito fino a ora a collezionare 75 presenze mettendo a segno quattro gol. Igor ha vinto con il Ludogorec due campionati di Bulgaria.

### Nazionale
Ha giocato nelle nazionali giovanili ucraine Under-20 ed Under-21.
Nel 2018 ha esordito nella nazionale maggiore ucraina.

## Palmarès

### Club

#### Competizioni nazionali
- Campionato bulgaro: 4

Ludogorec: 2016-2017, 2017-2018, 2021-2022, 2022-2023
- Supercoppa di Bulgaria: 2

Ludogorec: 2022, 2023
- Coppa di Bulgaria: 1

Ludogorec: 2022-2023